# Драконіди
Драконіди або Джакобініди (DRA, GIA) — змінний метеорний потік на початку жовтня, максимум припадає на 8 — 10 жовтня, радіант розташований у сузір'ї Дракона в точці α = 262°, δ = +54°. Потік пов'язаний із кометою Джакобіні — Ціннера. Зазвичай активність потоку становить до 5 метеорів на годину, але декілька разів ставалися спалахи активності. Порівняно невелика швидкість метеорів (~ 20 км/с) та жовтий їх відтінок створюють дивовижне видовище для наземних спостерігачів. Для супутників та космічних апаратів метеори безпечні.

## Історія спостережень
1915 року преподобний Девідсон, який на той час займався періодичними кометами, припустив що комета 21P/Джакобіні, яка 1913 року була в перигелії, 10 жовтня 1915 мала пройти досить близько від Землі, і якщо ширина метеорного рою, котрий відокремився від неї, розтягнеться більш, ніж на 3 мільйони кілометрів, має активуватися метеорний потік з радіантомом α=267°, δ=+50°. Вільям Деннінг спостерігав за радіантом у першій половині жовтня, він помітив досить багато метеорів, які вилетіли з радіанту α=267°, δ=+49°. Через 5 років навесні 1920 комета Джакобіні — Ціннера повернулася й преподобний Девідсон перевірив свої розрахунки, звісно, виправивши помилку, якої він припустився минулого разу, заявивши, що відстань між орбітами комети та Землі склала трохи більше 8 мільйонів кілометрів. Цього разу максимум припадав на 9 жовтня, з радіантом у точці α=251,5°, δ=+55,9°. Трохи згодом Вільям Деннінг став першим спостерігачем нового метеорного потоку, протягом 6 — 9 жовтня він бачив 5 метеорів з радіанту α=268°, δ=+53°, за його словами вони були дуже повільними. Комету Джакобіні — Ціннера відкрив 20 грудня 1900 року астроном Мішель Джакобіні у Ніцці, Франція, а 23 жовтня 1913 року її помітив німець Ернест Ціннер. Це короткоперіодична комета з періодом обертання 6,6 років.
1926 року комета Джакобіні — Ціннера знову була в перигелії. Девідсон та А. С. Кромелін одночасно передбачили дату — 10 жовтня, хоча в них були розбіжності щодо радіанту.
 Девідсон вважав, що слід очікувати метеори з точки α=261°, δ=+53.5°, а Кромелін — із точки α=265°, δ=+54°. Того дня багато спостерігачів з Англії бачили цей метеорний потік. У наступні роки, протягом 1927 — 1932 років, ніякої активності не було зареєстровано. Наступний перигелій комети Джакобіні — Ціннера настав 15 червня 1933 року. Максимум припадав на 9 жовтня, Земля проходила ділянку низхідного вузла орбіти через 80 днів після комети, ніхто не очікував нічого надзвичайно. Однак, коли 9 жовтня на Європу опустилася ніч, о 20:00 за всесвітнім часом спостерігачі побачили щось неймовірне. За словами астронома В. Елісон (обсерваторія Армагу, Північна Ірландія) метеорів було так багато, що вони нагадували снігопад, а В. Мілаг повідомив про 100 метеорів за 5 секунд з радіантом α=264,5°, δ=+54,5°. Повідомлення про метеорну зливу надходили з усієї планети. Спостерігачі зареєстрували до 100 метеорів за хвилину в Ленінграді, до 300 — у Пулково, в Одесі бачили до 200 метеорів за хвилину, а найбільшу кількість було зареєстровано на Мальті — 22 500 метеорів за кілька годин. Після цього метеорного дощу сумнівів в існування драконід не залишилося.
17 лютого 1940 комета знову була в перигелії, але земля перетнула кометну орбіту на 136 днів попереду комети і ні зливи, ні навіть невеликого дощу не було. 1946 року перигелій припав на 18 вересня, усього за 15 днів до того, як Земля наблизилася до орбіти комети Джакобіні — Ціннера. Протягом 9 — 10 жовтня в обсерваторії університету Оклахоми Б. С. Уітні очолював команду з 10 спостерігачів, які зареєстрували 3000 метеорів за годину, з території Англії було видно 2250 метеорів, а з Скалнатого Плесо, що в колишній Чехословаччині, було зареєстровано 6800 метеорів за годину.

| ДАТА | ZHR    | ДАТА | ZHR   |
| ---- | ------ | ---- | ----- |
| 1933 | >12000 | 1946 | >6800 |
| 1952 | >250   | 1985 | >500  |
| 1998 | >500   | 2011 | >200  |

У наступні півстоліття подібні збільшення активності повторювалося ще декілька разів.